# Petra Mede
Petra Maria Mede (7. ožujka 1970.) je švedska komičarka, plesačica, glumica i televizijska voditeljica. Mede je poznata po nekoliko uloga u humorističnim emisijama i kao televizijska voditeljica, a najpoznatija je izvan Švedske po tome što je bila voditeljica natjecanja za Pjesmu Eurovizije 2013. i 2016., kao i suvoditeljica emisije Najveći hitovi natjecanja za Pjesmu Eurovizije 2015. godine. Mede je vodila i Pjesmu Eurovizije 2024. 

## Rani život
Petra Maria Mede rođena je u Stockholmu kao dijete Ulle Elisabete (djevojačko Linnander; rođena 1940.) i poduzetnika Klas Mede (rođen 1939.), a odrasla je u Partilleu, blizu Göteborga. Ima mlađu sestru po imenu Anne Mede Ageling. Diplomirala je filozofiju i francuski jezik.

## Karijera
Mede je započela kao plesačica u Balettakademien. Kratko je radila kao prateći vokal za za Céline Dion, a zatim kao turistički vodič u Stockholmu prije nego što je prešla u komediju s oko 30 godina, sudjelujući u natjecanju za komičare u usponu 2005.
Mede se pojavljivala u emisijama poput Extra! Extra! (TV show), Dubbat, Musikmaskinen, Parlamentet i Morgonsoffan. Dobila je nagradu za najbolju glumicu u usponu 2007. Godine 2008. ona i Anna Maria Granath napisale su knjigu parodije Mer självkänsla än du kan hantera ( Više samopoštovanja nego što možete podnijeti ). Sudjelovala je u televizijskim emisijama Stockholm Live i Babben & Co .
U svibnju 2013., Mede je bila voditeljica natjecanja za Pjesmu Eurovizije 2013. u Malmöu, uz izvođenje intervalne točke tijekom finala; njezino je gostovanje naišlo na brojne pohvale od strane kritičara i novinara diljem Europe. Bila je prva samostalna voditeljica na Euroviziji u gotovo 20 godina, nakon Mary Kennedy 1995. godine.
Također, u svibnju 2016. godine, bila je voditeljica natjecanja Pjesma Eurovizije 2016., u Stockholmu s pjevačem Månsom Zelmerlöwom, koji je ujedno bio i pobjednik godinu ranije, na Euroviziji 2015. u Beču, Austrija, s pjesmom "Heroes". 

## Rezultati pretraživanja
Godine 2015., Mede je, zajedno s Grahamom Nortonom, bila voditeljica emisije Najveći hitovi natjecanja za Pjesmu Eurovizije snimljene 31. ožujka u Eventim Apollo u Hammersmithu u Londonu, koja se kasnije prikazivala u 27 zemalja.
Na dan 5. veljače 2024. godine objavljeno je da će Mede i Malin Akerman biti voditeljice natjecanja za pjesmu Eurovizije 2024. u Malmöu.
Godine 2025. Mede je nastupila u intervalnoj točki finala švedskog nacionalnog natjecanja za odabir švedskog predstavnika na Pjesmi eurovizije 2025 - Melodifestivalen. Također je nastupila u intervalnoj točki prvog polufinala Pjesme eurovizije 2025. u Baselu, predstavljajući lik Williama Tella. Također je sukomentatorica finala Eurovizije za švedske gledatelje.

## Osobni život
Mede je poliglot; govori švedski, engleski, španjolski, talijanski i francuski.
S bivšim partnerom Mattiasom Güntherom ima kćer rođenu 2012. godine. Međutim, 2015. godine potvrđeno je da su se razveli. Godine 2022. rodila je još jednu kćer.